# Heinz Karl Gruber
Heinz Karl Gruber   (Viena, 3 de gener de 1943) és un compositor, director d'orquestra, contrabaixista i cantant austríac. És una figura destacada de l'anomenada tercera escola vienesa.

## Carrera
Es diu que Gruber és un descendent (encara que la descendència continua sent fosca) de Franz Xaver Gruber, compositor de la nadala Stille Nacht (Santa Nit). Va néixer a Viena. Del 1953 al 1957, Gruber va formar part del Vienna Boys 'Choir, adquirint el seu sobrenom de "Nali" (segons el seu ronc, segons ell). Va estudiar a la "Hochschule für Musik" de Viena, sent els seus professors de composició Alfred Uhl, Erwin Ratz i Hanns Jelinek, i més tard Gottfried von Einem, amb qui també va estudiar en privat. El 1961 Gruber es va unir al conjunt Die reihe com a contrabaixista, i es va convertir en el baix principal de lOrquestra Tonkünstler de Viena el 1963. El 1968, amb els seus amics compositors Kurt Schwertsik i Otto Zykan i el violinista Ernst Kovacic, va cofundar el grup MOB-art & tone ART, en part per interpretar el seu propi repertori (que incloïa una peça curta de Gruber, Bossa Nova, que es va convertir ràpidament en un tema de gran èxit) i en part el de Mauricio Kagel. Es pot considerar el conjunt com el bressol del que s'ha anomenat la "tercera escola vienesa", de la qual Gruber és ara el representant més conegut.
Igual que Schwertsik, Gruber havia estat ensenyat a l'estil post- schoenbergià de la Segona Escola vienesa, però, també com Schwertsik, va arribar ràpidament a la seva adaptació personal a la tonalitat i a les tradicions vieneses més antigues. El crític Paul Driver ha escrit sobre Gruber: "Neoromàntic, neotonal, neoexpressionista, neo-vienès: no és cap d'aquestes coses, tant com un compositor sensible (i francament aconseguit) que continua responent a sigui quin sigui l'estímul musical, ja sigui alt o baix, de 12 o 7 tons, amarg o dolç, se li acudeix".
Gruber havia estat component (i també tocant jazz) des dels seus dies d'estudiant, però va aconseguir fama internacional el 1978 amb Frankenstein !!, un "pan-demonium" per a chansonnier i orquestra (o gran conjunt) sobre poemes de l'"allerleirausch", una col·lecció de versos infantils del seu amic, l'absurdista i poeta del dialecte vienès H. C. Artmann, que va actuar com a cantant a tot el món després d'uns anys. Ell i Schwertsik van compartir la funció "Retrat de compositors" al Festival de Berlín de 1979, i posteriorment Gruber ha estat classificat entre els principals compositors d'Àustria. Com a intèrpret (director, cantant, baixista) ha participat en la música de Peter Maxwell Davies, Hanns Eisler i Kurt Weill, i van fer notables enregistraments en CD dels dos darrers compositors.
El setembre de 2009 Gruber va ser nomenat compositor/director de la BBC Philharmonic Orchestra en successió de James MacMillan.